# 泽内夫雷多
泽内夫雷多（義大利語：Zenevredo），是意大利帕维亚省的一个市镇。总面积5.34平方公里，人口486人，人口密度91.0人/平方公里（2009年）。国家统计（ISTAT）代码为018187。